# Eleutherodactylus neiba
Espèce
Statut de conservation UICN

 EN  : En danger
Eleutherodactylus neiba est une espèce d'amphibiens de la famille des Eleutherodactylidae.

## Répartition
Cette espèce est endémique de la province d'Independencia en République dominicaine. Elle se rencontre dans la Sierra de Neiba.

## Description
Les 3 spécimens adultes mâles observés lors de la description originale mesurent entre 12,0 mm et 13,6 mm de longueur standard et les 4 spécimens adultes femelles observés lors de la description originale mesurent entre 14,0 mm et 15,8 mm de longueur standard.

## Étymologie
Son nom d'espèce lui a été donné en référence à son lieu de découverte, la Sierra de Neiba.

## Publication originale
- Incháustegui, Díaz & Marte, 2015 : Dos especies nuevas de ranas del género Eleutherodactylus (Amphibia: Anura: Eleutherodactylidae) de La Hispaniola. Solenodon, Revista Cubana de Taxonomía Zoológica, vol. 12, p. 136–149 (texte intégral).